# Colletotrichum allii
Colletotrichum allii är en svampart som beskrevs av Av.-Saccá. Colletotrichum allii ingår i släktet Colletotrichum och familjen Glomerellaceae.   Inga underarter finns listade i Catalogue of Life.